# Bercaeopsis tetona
Bercaeopsis tetona är en tvåvingeart som först beskrevs av Henry J. Reinhard 1952.  Bercaeopsis tetona ingår i släktet Bercaeopsis och familjen köttflugor. Inga underarter finns listade i Catalogue of Life.